# Scytodes una
Scytodes una là một loài nhện trong họ Scytodidae.
Loài này thuộc chi Scytodes. Scytodes una được miêu tả năm 2009 bởi Rheims & Antonio D. Brescovit.